# アールト・デザイン・ファクトリー
アールト・デザイン・ファクトリー（略称：DF)は、アールト大学が管轄する3つのファクトリーの一つ。製品製作やデザイン開発に関する恒常的な教育研究機関として設置された。現在の所長はKalevi Ekman教授。

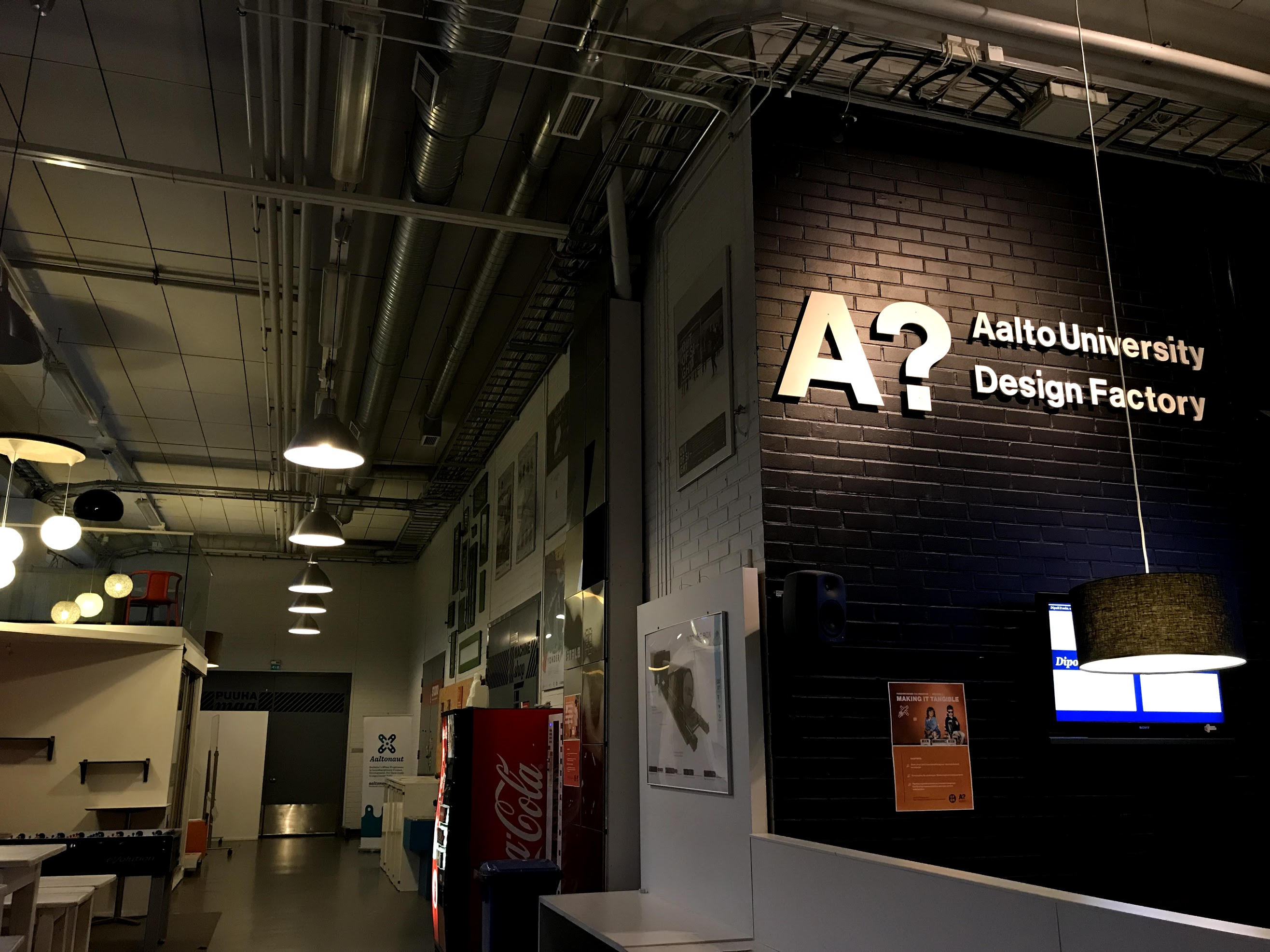
ロビーの様子

デザイン・ファクトリーの現在のパートナーとしては、Nokia（サポートパートナー）、Kone（プロジェクトスポンサー）、Aito、Bravo Media、Powerkiss、Seos Design、Uploud Audio、Veturi Growth Partnersといった企業体と、その他いくつかのNPOがあげられる。またこれら以外にも、様々な研究プロジェクトも行われている。

## 歴史
- 2008年9月　開設
- 2008年10月3日　オープニングセレモニー
- 2008年秋・2009年春　製品開発プロジェクト（略称：PDP）の開講（以降毎年開講している、2017年度現在）

## 設備
以下の6つの主要な部屋と、複数の小部屋、研究室からなる。
- ステージ (The Stage)
- スタジオ (The Studio)
- ロビー (Lobby)
- エンジンルーム (Engine Room)
- プーハマー (Puuhamaa)
- カフェ (Cafe)